# Мельников, Наум Дмитриевич
Наум Дмитриевич Мельников (14 ноября 1918, Москва, РСФСР — 1994) — советский писатель и сценарист, член Союза писателей СССР (1962).

## Биография
Родился 14 ноября 1918 года в Москве. После средней школы учился в Литинституте (1939—1941). Начал печататься в 1941 году.
С июня 1941 — боец истребительного батальона НКВД № 22, с ноября 1941 — военный корреспондент газеты «Бей врага» 10-й армии Западного фронта. В августе 1943 года ранен и контужен под Ельней, в 1944 уволен по болезни. Работал на радио и в Совинформбюро.
Написал ряд сценариев (из которых было экранизировано 2) и одно прозаическое произведение.
Скончался в июне 1994 года.

## Фильмография

### Писатель
- 1966 — Строится мост

### Сценарист
- 1980 — Коней на переправе не меняют